# کریستینه پاول
کریستینه پاول (انگلیسی: Christiane Paul؛ زادهٔ ۸ مارس ۱۹۷۴) یک هنرپیشه اهل آلمان است.
از فیلم‌ها یا برنامه‌های تلویزیونی که وی در آنها نقش داشته‌است می‌توان به در ماه ژوئیه و هیندنبورگ اشاره کرد.